# Adán y Eva (canción)
«Adán y Eva» es una canción del cantante argentino Paulo Londra, lanzada como sencillo por Warner Latin y Big Ligas el 5 de noviembre de 2018, fue escrita por Londra, Cristian Salazar y Ovy on the Drums, quién también produjo la canción. 
El título de canción está basado en los personajes bíblicos Adán y Eva. Con «Adán y Eva», Londra se convirtió en el primer artista en encabezar en dos ocasiones la lista Billboard Argentina Hot 100, la primera con «Cuando te besé» en octubre de 2018. Además, la canción llegó al número 1 en Costa Rica, Ecuador, Perú, España y Uruguay.

## Antecedentes y lanzamiento
En una entrevista Londra reveló que originalmente tenía planeado lanzar otra canción después de «Cuando te besé», su colaboración con Becky G, sin embargo, tras mostrarle la canción a su abuela a quién le gustó decidió contactarse con su productor para decirle que debía adelantar el estreno de «Adán y Eva». Finalmente, la canción fue publicada el 5 de noviembre de 2018.

## Recepción

### Desempeño comercial
El sencillo rápidamente se convirtió en un hit global. Logró alcanzar la primera posición del listado Argentina Hot 100 de Billboard, donde se mantuvo por varias semanas y le valió la certificación de doble disco de platino en Argentina. La canción llegó al puesto número 1 en la lista de éxitos musicales de España durante su tercera semana. El sencillo también logró ubicarse en la cima de los rankings de países como Costa Rica, Ecuador, Perú y Uruguay. En Spotify, la pista alcanzó el puesto 10 del top global consagrando a Londra como el artista argentino más escuchado del 2018.
En mayo del 2021, la compañía francesa S-Money publicó un informe financiero, donde reveló que «Adán y Eva» fue la décima canción que más dinero recaudó a nivel mundial generando una cifra de más de tres millones de dólares a causa de sus reproducciones en la plataforma de Spotify.

### Premios y nominaciones
| Año  | Premiación            | Categoría                             | Resultado | Ref.   |
| ---- | --------------------- | ------------------------------------- | --------- | ------ |
| 2019 | MTV Millennial Awards | Hit del año                           | Ganador   | [ 11 ] |
| 2019 | Premios Carlos Gardel | Mejor canción de música urbana / trap | Ganador   | [ 12 ] |
| 2019 | Los 40 Music Awards   | Canción LOS40 Global Show             | Nominado  | [ 13 ] |
| 2019 | Premios Quiero        | Mejor video urbano                    | Nominado  | [ 14 ] |
| 2019 | Premios Quiero        | Mejor video del año                   | Nominado  | [ 14 ] |
| 2020 | Premios Lo Nuestro    | Canción urbana / trap del año         | Nominado  | [ 15 ] |

## Video musical
El videoclip fue dirigido por Jackalope, producido por Viral Films y rodado en la ciudad de Medellín en Colombia. La trama se centra en Londra tratando de conquistar a una joven mediante una cena que durante su transcurso sale mal. Por otro lado, muestra una obra de teatro de sombras que narra una historia de amor. A mediados de noviembre del 2021, el video llegó a las mil millones de vistas en YouTube, al igual que su canción «Nena maldición», convirtiendo a Londra en el primer artista argentino en lograr tener dos videos con esta cantidad de reproducciones.

## Posicionamiento en las listas
| Listas (2018–2019)                 | Mejor posición |
| ---------------------------------- | -------------- |
| América Latina (Monitor Latino)    | 4              |
| Argentina (Monitor Latino)         | 1              |
| Argentina Hot 100 (Billboard)      | 1              |
| Bélgica (Ultratop 50 Valonia)      | 27             |
| Bolivia (Monitor Latino)           | 3              |
| Chile (Monitor Latino)             | 5              |
| Colombia (Monitor Latino)          | 5              |
| Colombia (National-Report)         | 7              |
| Colombia (Promúsica)               | 2              |
| Costa Rica (Monitor Latino)        | 1              |
| Ecuador (Monitor Latino)           | 1              |
| Ecuador (Nacional-Informe)         | 5              |
| España (Top 100 Canciones)         | 1              |
| Guatemala (Monitor Latino)         | 6              |
| Honduras (Monitor Latino)          | 5              |
| Hot Latin Songs (Billboard)        | 29             |
| Italia (FIMI)                      | 18             |
| Latin Airplay (Billboard)          | 28             |
| Latin Pop Songs (Billboard)        | 21             |
| Latin Rhythm Airplay (Billboard)   | 16             |
| LyricFind Global (Billboard)       | 6              |
| México (AMPROFON)                  | 2              |
| Mexico Airplay (Billboard)         | 33             |
| Mexico Espanol Airplay (Billboard) | 9              |
| Nicaragua (Monitor Latino)         | 5              |
| Panamá (Monitor Latino)            | 8              |
| Paraguay (Monitor Latino)          | 2              |
| Perú (Monitor Latino)              | 1              |
| Perú (UNIMPRO)                     | 89             |
| Portugal (AFP)                     | 66             |
| Puerto Rico (Monitor Latino)       | 7              |
| Suiza (Schweizer Hitparade)        | 47             |
| Uruguay (Monitor Latino)           | 1              |
| Venezuela (National-Report)        | 8              |
| Venezuela Urbano (Monitor Latino)  | 16             |

| Listas (2018–2019)              | Mejor posición |
| ------------------------------- | -------------- |
| Argentina Digital Songs (CAPIF) | 1              |
| Panamá (PRODUCE)                | 3              |
| Paraguay (SGP)                  | 1              |

| Listas (2018)                   | Mejor posición |
| ------------------------------- | -------------- |
| España (PROMUSICAE)             | 91             |
| Listas (2019)                   | Mejor posición |
| América Latina (Monitor Latino) | 41             |
| Argentina (Monitor Latino)      | 5              |
| Bolivia (Monitor Latino)        | 33             |
| Chile (Monitor Latino)          | 21             |
| Costa Rica (Monitor Latino)     | 6              |
| Colombia (Monitor Latino)       | 26             |
| Ecuador (Monitor Latino)        | 6              |
| Ecuador (SOPROFON)              | 6              |
| España (PROMUSICAE)             | 11             |
| Guatemala (Monitor Latino)      | 23             |
| Honduras (Monitor Latino)       | 24             |
| Hot Latin Songs (Billboard)     | 71             |
| Italia (FIMI)                   | 37             |
| Nicaragua (Monitor Latino)      | 18             |
| Panamá (Monitor Latino)         | 18             |
| Paraguay (Monitor Latino)       | 5              |
| Perú (Monitor Latino)           | 13             |
| Portugal (AFP)                  | 217            |
| Puerto Rico (Monitor Latino)    | 68             |
| Uruguay (CUD)                   | 3              |
| Uruguay (Monitor Latino)        | 9              |

## Certificaciones
| País           | Organismo certificador | Certificación | Ventas certificadas | Simbolización | Ref.   |
| -------------- | ---------------------- | ------------- | ------------------- | ------------- | ------ |
| Argentina      | CAPIF                  | 2× Platino    | 40 000              | ▲             | [ 6 ]  |
| Chile          | PROFOVI                | Diamante      | 5 900 000           | ✦             | [ 78 ] |
| Colombia       | ASINCOL                | Platino       | 20 000              | ▲             | [ 79 ] |
| España         | PROMUSICAE             | 6× Platino    | 240 000             | ▲             | [ 80 ] |
| Estados Unidos | RIAA                   | 7× Platino    | 420 000             | ▲             | [ 81 ] |
| Italia         | FIMI                   | 2× Platino    | 100 000             | ▲             | [ 82 ] |
| México         | AMPROFON               | 3× Platino    | 180 000             | ▲             | [ 83 ] |
| Portugal       | AFP                    | Oro           | 5 000               | ●             | [ 84 ] |

## Créditos y personal
Adaptados desde Jaxsta.

### Producción
- Paulo Londra: voz y composición.
- Daniel Echavarría Oviedo: composición y producción.
- Cristian Salazar: composición.

### Técnico
- Daniel Echavarría Oviedo: ingeniería de grabación.
- Colin Leonard: ingeniería de masterización.
- Jaycen Joshua: ingeniería de mezcla.

## Historial de lanzamientos
| Región | Fecha                  | Formato(s)                 | Discográfica                  | Ref.   |
| ------ | ---------------------- | -------------------------- | ----------------------------- | ------ |
| Varios | 5 de noviembre de 2018 | Descarga digital streaming | Big Ligas Warner Music Latina | [ 86 ] |